# Mercedes Abad
Mercedes Abad (* 1961 in Barcelona) ist eine spanische Schriftstellerin. 
Mercedes Abad studierte Informationswissenschaften an der Autonomen Universität Barcelona. 1986 wurde sie bekannt für ihr Werk Ligeros libertinajes sabáticos, für das sie die Auszeichnung des Premio La Sonrisa Vertical erhielt. Auch ihr zweites Buch Felicidades conyugales (1986) wurde ein großer Erfolg.
Sie arbeitet auch als Zeitungsautorin und in den Bereichen Theater, Kino und Radio.

## Werke
- 1986: Ligeros libertinajes sabáticos
- 1989: Felicidades conyugales
- 1991: Sólo dime dónde lo hacemos
- 1995: Soplando al viento
- 1995: Una bonita combinación
- 1999: Ideográmas húmedos
- 2000: Sangre
- 2003: Sangre. Cuento
- 2004: Amigos y fantasmas

Deutsche Ausgaben:
- Leichte sittliche Verfehlungen. Erotische Geschichten. Übersetzt von Willi Zurbrüggen. Eichborn, Frankfurt am Main 1991, ISBN 3-8218-0354-1. Neuausgabe als: Sittliche Verfehlungen. Heyne, München 1993, ISBN 3-453-06431-3.